# 禾眞流
禾眞流（かしんりゅう）は、油井眞次が2007年に創流した居合術、護身術の流派。広島県内に2ヶ所の小規模な道場がある。

## 名称について
臨済宗の西山禾山から一字をとり、外見では無く心の根底にある眞を会得するためと名づけられる。
正式名称は「禾眞流聡武道」（かしんりゅうそうぶどう）、武道を聡明に捉えるという意味合いを持つ。

## 開祖について
油井眞次は、1926年（大正15年）広島県広島市に生まれる。
戦中は大日本帝国海軍に入隊、特攻隊に志願するも出撃の直前に終戦を迎える。
戦前から剣道に精通し、戦後は無双直伝英信流を福井虎雄から、少林寺拳法を宗道臣から学び、空手道他にも精進した。